# Séquenceur à came

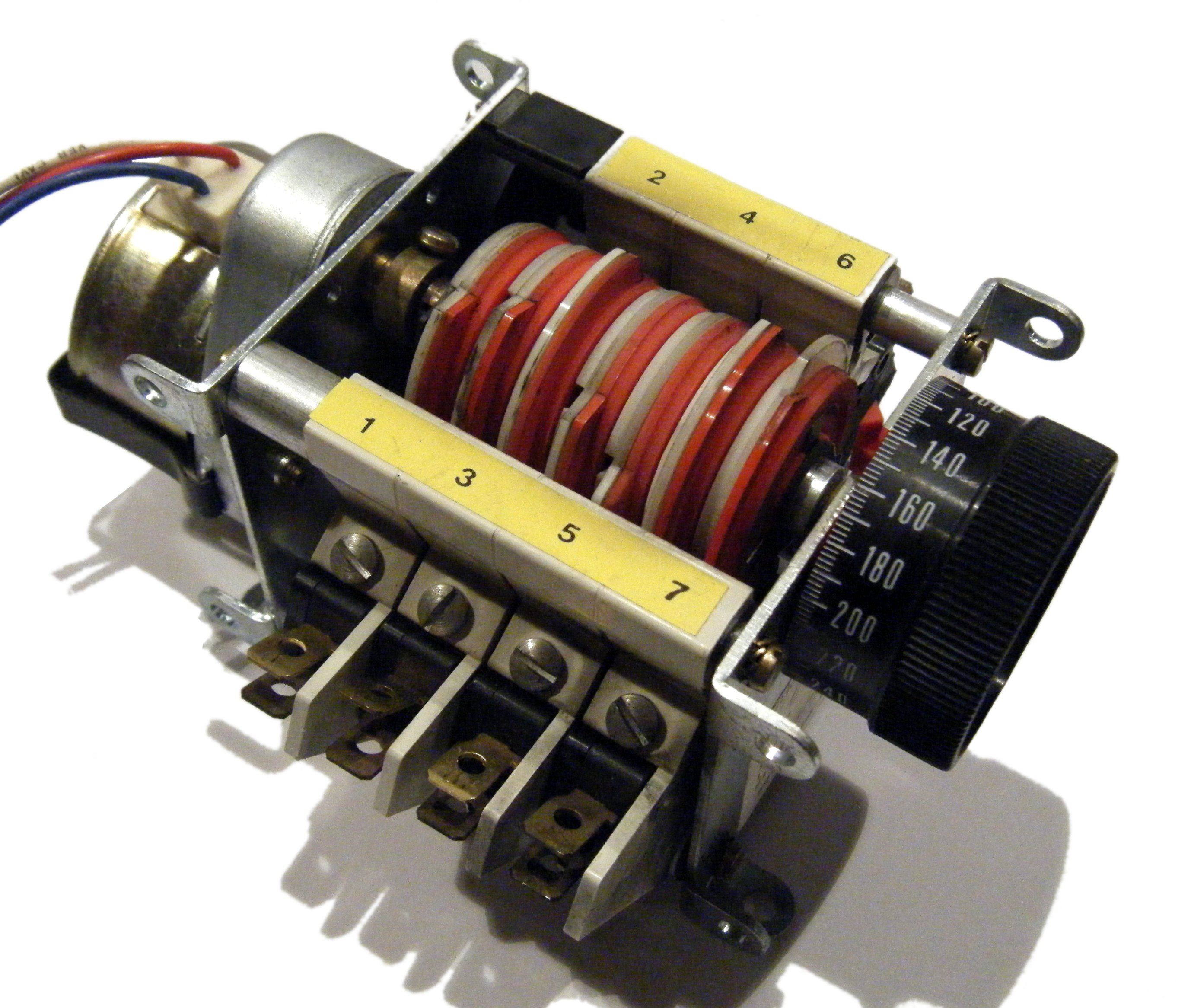
Un séquenceur à came.

Un séquenceur à cames est un système mécanique permettant d'adapter la puissance d'un système à la demande d'un organe de contrôle. On trouve également cet équipement sous le vocable temporisateur cyclique électromécanique.
Ce système est réalisé à l'aide d'un moteur synchrone, d'un réducteur, d'un ensemble de cames et d'interrupteurs. Chaque interrupteur est associé à une came. C'est la came qui enclenche ou déclenche l'interrupteur qui lui est associé. L'organe de contrôle fait tourner le moteur d'un sens ou de l'autre suivant une demande d'augmentation de puissance ou de diminution de puissance. Il s'agit d'une adaptation du cylindre à picots des boîtes à musique.
Avec l'arrivée de l'électronique et des automates électroniques, le séquenceur à cames se fait plus rare sur les systèmes de régulation.